# Arie Bieshaar
Arie Bieshaar (né le 15 mars 1899 à Amsterdam et mort le 21 janvier 1965 à Haarlem) est un footballeur international néerlandais. Il participe aux Jeux olympiques d'été de 1920, remportant la médaille de bronze avec les Pays-Bas.

## Biographie
Arie Bieshaar reçoit quatre sélections en équipe des Pays-Bas entre 1920 et 1923.
Il participe aux Jeux olympiques d'été de 1920 organisés en Belgique. Il joue deux matchs lors du tournoi olympique, contre la Suède et la Belgique.

## Palmarès

### Jeux olympiques
- Jeux olympiques de 1920 :
  -  Médaille de bronze.